# Бетти Паоли
Бетти Паоли (настоящее имя Барбара Элизабет (Элиза) Анна Глюк; 30 декабря 1814, Вена — 5 июля 1894, Баден около Вены) — австрийская поэтесса, прозаик, журналистка и переводчица

.

## Биография
Барбара Элизабет Анна Глюк родилась в семье врача, но, по некоторым данным, на деле была незаконнорождённой дочерью князя Николая Эстерхази. Получила хорошее образование и первоначально жила в достатке, однако после ранней смерти отца и потери её матерью сбережений была вынуждена с 16-летнего возраста пойти работать и первоначально была домашней учительницей в польских землях, входивших тогда в состав Российской империи. Был компаньонкой курфюрстины Марии Анны Шварценберг с 1843 года до смерти последней в 1848 году, ездила с ней по германским государствам и Нидерландам и в 1843 году провела несколько месяцев в Венеции, изучая историю искусств. После смерти Марии попыталась остаться в германских землях и стать журналисткой, но в итоге была вынуждена вернуться в Австрию и вновь стать компаньонкой. Её первые стихи под псевдонимом «Бетти Паоли» были опубликованы в газетах Праги и Вены в 1832—1833 годах. С 1855 года и до конца жизни была внештатной писательницей в издании её подруги Иды Флейшль в Вене. Как журналистка сотрудничала с газетами «Lloyd» и «Die Presse», писала критические статьи о театральных постановках, книгах и выставках, переводила французские тексты для Бургтеатра. Опубликовала также ряд рассказов и эссе; её стихи получили высокую оценку критики, она считалась одной из наиболее известных поэтесс Австрии своего времени. Её поэзия оценивалась как эмоциональная, но со значительным элементом дидактики. Отмечался также постоянный мотив сравнения силы женской и мужской любви (в пользу первой). В последние годы жизни страдала от нейропатии, лечилась в Бадене, где и скончалась от паралича сердца. Была похоронена на Центральном кладбище Вены.
Главные работы: «Gedichte» (1841), «Nach dem Gewitter» (1843 и 1850), «Die Welt u. mein Auge» (собрание рассказов), «Lyrisches und Episches» (Лейпциг, 1856), а также «Studie über Grillparzers Werke» (Штутгарт, 1875), «Wiens Gemäldegalerien in ihrer kunsthistorischen Bedeutung» (1865).